# Die Bayrischen Löwen

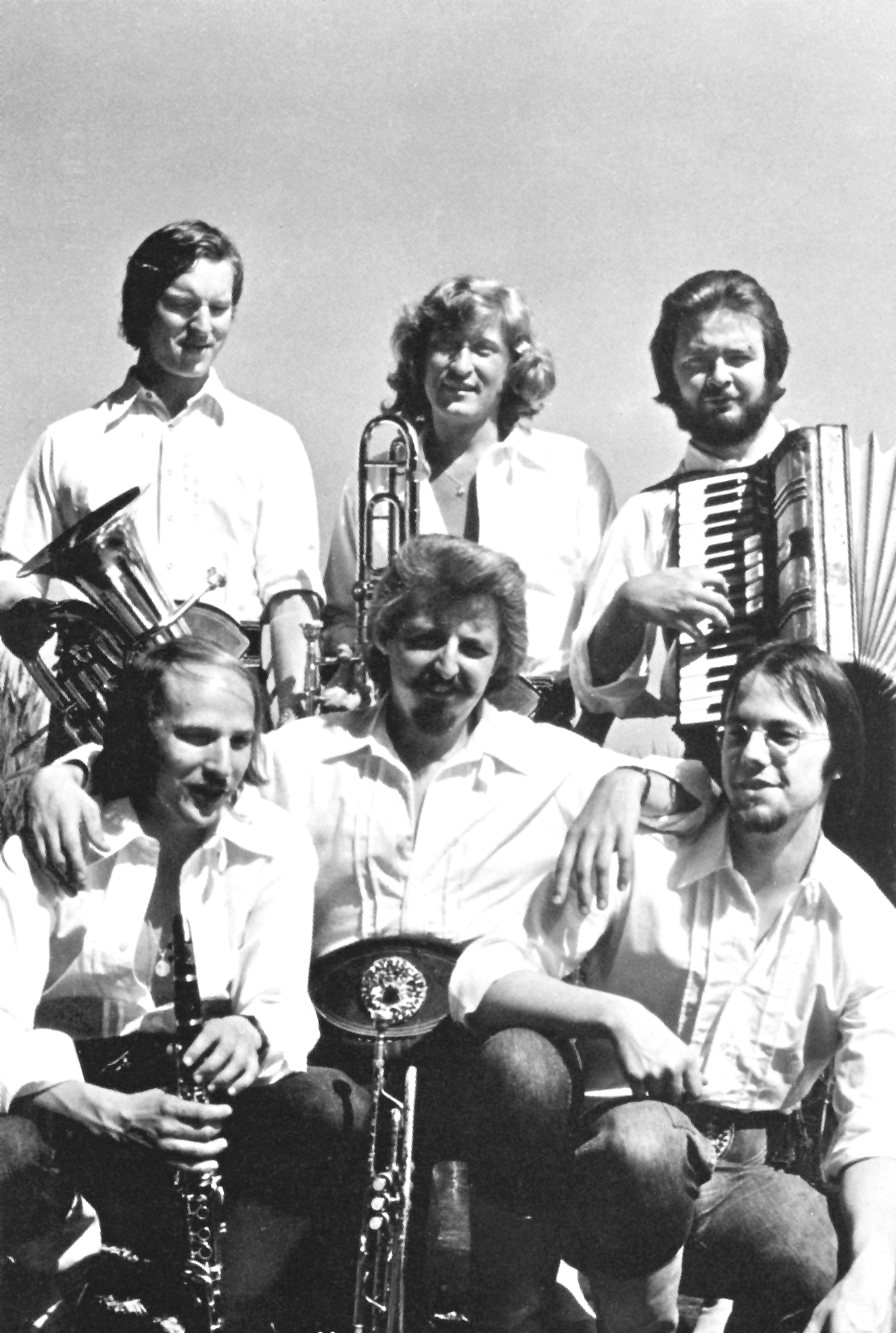
Die Bayrischen Löwen (1977)

Die Bayrischen Löwen war eine bayerische Band mit Sitz in München. Die Gruppe wurde 1977 von Rudolf Gregor Knabl gegründet. Knabl ist der Sohn des bekannten Zithervirtuosen Rudi Knabl. Nach der Biermösl Blosn, die sich bereits 1976 formierte, waren die Bayrischen Löwen eine der ersten Gruppen, die bayerische Volksmusik neu komponierten und mit humorigen Texten versahen.

## Bandgeschichte
Die Bandmitglieder lernten sich an der Hochschule für Musik in München kennen. Schnell war man sich einig, dass es keine virtuos gespielte, neu komponierte bayerische Volksmusik gäbe. Die Bayrischen Löwen beschlossen diese Lücke zu füllen. Nach zahlreichen Auftritten mit traditionellen Vertretern des Genres, wurde der Bayerische Rundfunk auf die Gruppe aufmerksam. Joe Kienemann und Thomas Brennicke luden die Musiker zu einem Auftritt in die Sendung „Unterhaltungswerkstatt“ ein. Durch die Ausstrahlung wurde die Band einem breiteren Publikum bekannt. Die Plattenfirma EMI Electrola schloss mit den Bayrischen Löwen einen Plattenvertrag ab. Nach einem weiteren Jahr mit zahlreichen Auftritten u. a. im 2. Deutschen Fernsehen, löste sich die Band im Jahre 1979 auf. Rudolf Gregor Knabl: „Wir waren mit dieser neuen bayerischen Volksmusik zu früh auf dem Markt. Zehn Jahre später schossen die Bands dieses Genres wie Pilze aus dem Boden.“

## Bandbesetzung
- Rudi Knabl jr. (Klarinette, Gesang)
- Denis F. Werb (Trompete, Glocken)
- Wolfgang Windisch (Schlagzeug, Percussion)
- Helmut Penzenstadler (Akkordeon, Kontrabass, Gesang)
- Toni Matheis (Posaune, Gesang)
- Leonhard Hechenbichler (Bariton, Posaune, Alphorn, Gitarre, Gesang)

## Diskografie
Die Bayrischen Löwen (LP, EMI Electrola, 1977)